# Kjell Öhman

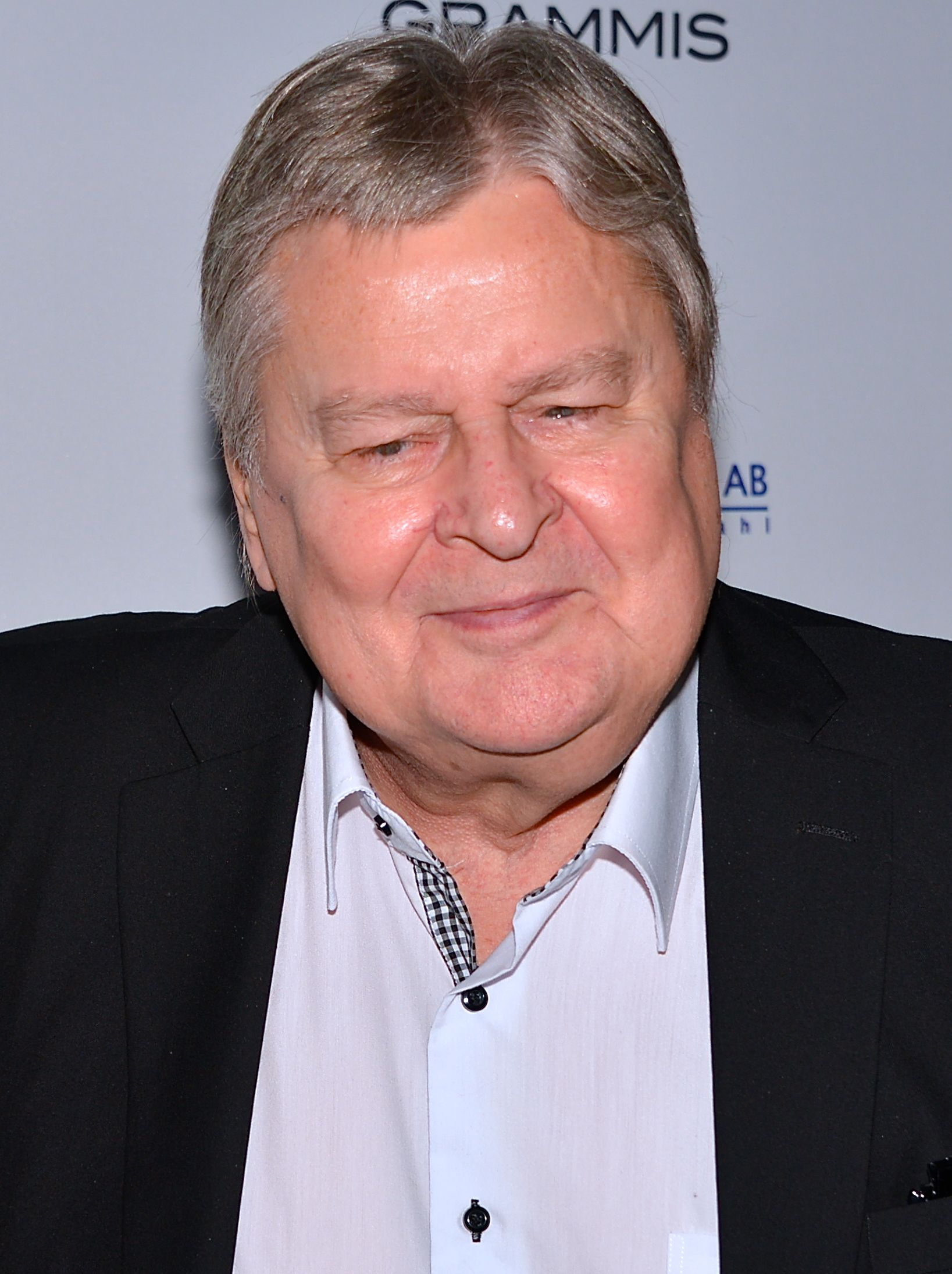
Kjell Öhman (2013)

Kjell Ingemar Öhman (* 3. September 1943; † 5. November 2015) war ein schwedischer Jazzpianist, Komponist und Kapellmeister (vor allem bei Allsång på Skansen 1994–2010).
Öhman wirkte im Laufe seiner Karriere bei mehr als 3000 Alben mit und arbeitete u. a. mit Musikern zusammen wie Alice Babs, Georgie Fame, Charlie Norman, Svend Asmussen, Arne Domnérus, Ulf Wakenius, Mads Vinding und Ulf Lundell. Daneben legte er eine Reihe von Alben unter eigenem Namen vor.
2006 Öhman erhielt das Jan Johansson-stipendiet.

## Diskographische Hinweise
- Douglas Westlund / Kjell Öhman – Polare (Polydor, 1969)
- Kjell Öhman – No Comments (Cupol, 1969), mit Sture Åkerberg, Douglas Westlund, Bruce Baxter
- Kjell Öhman  – Misturada (Sonet Records, 1975)
- Öhman Organ Grinders (Four Leaf Clover, 1993), mit Claes Janson, Ulf Andersson, Thomas Arnesen, Tommy Johnson, Douglas Westlund
- Erik Söderlind Featuring Kjell Öhman and Magnus Lindgren – Twist for Jimmy Smith (Prophone Records, 2009)
- The Duke (Prophone, 2012), mit Hans Backenroth, Joakim Ekberg